# Northern Ballet
Il Northern Ballet, precedentemente conosciuto come Northern Ballet Theatre, è una compagnia di danza con sede nella città di Leeds, nel West Yorkshire dell'Inghilterra. 
È caratterizzato da un repertorio di stile neoclassico-narrativo in cui l'accento è posto sul racconto della storia e sulla tecnica classica dei danzatori.

## Storia
Il Northern Dance Theatre fu fondato nel 1969 dal canadese Laverne Meyer, formatosi come danzatore presso il Western Theatre Ballet di Bristol, la prima compagnia di danza inglese con sede al di fuori di Londra.
Meyer, per il suo progetto, fu sostenuto dall’Arts Council, dal North West Art e molti altri enti britannici e la compagnia andò in scena per la prima volta nel novembre 1969 allo University Theatre di Manchester, accompagnata dai musicisti del Royal Northern College of Music.

### 1976-1987, direzione di Robert de Warren
Robert de Warren, danzatore classico con esperienza lavorativa presso il Royal Ballet e le maggiori compagnie tedesche, fu nominato direttore artistico nel 1976. 
La compagnia, rinominata Northern Ballet Theatre, contava più di 20 danzatori e poté quindi lavorare, oltre che su nuove produzioni, anche su balletti di repertorio in scala ridotta: de Warren collaborò con numerosi coreografi internazionali tra cui August Bournonville, Michael Fokine, Walter Gore, John Cranko e Royston Maldoom.
De Warren assunse Alicia Markova come insegnante durante le produzioni Les Sylphides e Giselle, nominò Rudolf Nureyev guest artist e la principessa Margaret, contessa di Snowdon, divenne sostenitrice del Northern Ballet Theatre.
Inoltre, la compagnia iniziò a costruirsi una fama a livello internazionale: de Warren offrì contratti di lavoro a ballerini provenienti da Francia, Italia, Cina e Giappone e propose tournée ad Hong Kong e in Italia.
Dopo 11 anni come direttore artistico, nel 1987 Robert de Warren accettò una nuova posizione presso il Teatro alla Scala di Milano.

### 1987-1998, direzione di Christopher Gable
Christopher Gable iniziò a collaborare con la compagnia nel 1987. In quell'anno, essendo il centenario dalla nascita del pittore L. S. Lowry, Gable tornò in scena dopo 20 anni in un balletto commissionato alla compagnia per celebrare la vita e le opere dell'artista.
Come direttore artistico, Gable riuscì a rendere ancora più popolare la compagnia all'interno della relativamente piccola rete di teatri del Regno Unito e attirò nuovo pubblico grazie al suo stile di danza teatrale, commovente e drammatico.
Dopo il primo successo di Un uomo semplice, si susseguirono le produzioni complete del Lago dei cigni, Romeo e Giulietta, I Brontës, Il Canto di Natale, Le fantastiche avventure di Don Chisciotte, Dracula, Giselle, Il gobbo di Notre Dame: molte di queste produzioni vinsero importanti premi rendendo il Northern Ballet Theatre una delle più importanti compagnie inglesi.
Per sviluppare le abilità teatrali dei danzatori, Gable inserì un programma di teatro, canto e mimo: è da questo momento che i ballerini della compagnia vennero apprezzati, oltre che per la loro tecnica, anche per la loro espressività, paragonabile a quella di attori.
Gable, durante la direzione della compagnia, fu anche direttore della Central School of Ballet di Londra, la quale formava giovani ballerini che avrebbero proseguito la loro carriera artistica all'interno del Northern Ballet Theatre.
Quando Gable morì nel 1998, la compagnia continuò la sua ascesa con una fama sempre maggiore anche all'estero e le sue produzioni vennero richieste dal Norwegian National Ballet, dall' Atlanta Ballet e dal Royal New Zealand Ballet.

### 1999-2000, direzione di Stefano Giannetti
Stefano Giannetti divenne il quarto direttore artistico del Northern Ballet Theatre nel Maggio 1999, dopo aver ricoperto come ballerino ruoli da solista all'English National Ballet e alla Deutsche Oper.
Il suo lavoro più importante con la compagnia fu un adattamento del romanzo Grandi speranze di Charles Dickens.
Giannetti lasciò la compagnia nel maggio 2000 per proseguire la sua carriera di coreografo internazionale.

### Dal 2001, direzione di David Nixon
David Nixon fu nominato direttore artistico nell'agosto 2001, dopo una carriera da primo ballerino presso il National Ballet of Canada.
Nel febbraio 2002 venne presentata la prima produzione sotto la sua direzione, ovvero la versione rivisitata di Madama Butterfly, seguita dalla produzione I Got Rhythm (un tributo alla musica di George e Ira Gershwin) e dal primo lavoro realizzato interamente da Nixon, la produzione Cime tempestose, basata sul romanzo di Emily Brontë. 
Durante gli anni seguenti si susseguirono numerose nuovi lavori: Sogno di una notte di mezza estate (che permise per la prima volta alla compagnia di esibirsi alla West Yorkshire Playhouse), Il lago dei cigni, Peter Pan, I tre moschettieri, La storia della Bella Addormentata, Lo schiaccianoci e Amleto.
Nel settembre 2010, in coincidenza con il trasferimento di sede nel quartiere culturale di Quarry Hill a Leeds,  il nome della compagnia venne modificato nell'attuale Northern Ballet. 
Nel 2011, in occasione del decimo anniversario di direzione artistica di Nixon, vennero presentate al Leeds Grand Theatre le nuove produzioni di Cleopatra e La Bella e la Bestia.
Nella stagione 2012/2013 iniziarono ad essere portate in scena produzioni create per un pubblico di bambini. La prima di queste fu Il brutto anatroccolo, coreografato dai ballerini Dreda Blow e Sebastian Loe. A questa fecero seguito I tre porcellini (2013/2014), coreografata dalle ballerine Hannah Bateman e Victoria Sibson, Gli elfi e il calzolaio (2014/2015), coreografata dal Maestro Daniel de Andrade su musica composta appositamente da Philip Feeney, La lepre e la tartaruga (2015/2016), su musica di Bruno Merz e coreografie di Dreda Blow e Sebastian Loe.
Nella stagione 2014/2015, il Northern Ballet ha celebrato l'anniversario dei suoi 45 anni portando in scena, il 14 marzo 2015 al Leeds Grand Theatre, lo spettacolo Sapphire Gala: in esso i danzatori della compagnia sono stati affiancati dal ballerino Xander Parish del Mariinsky Ballet e da artisti provenienti da Australian Ballet, Hamburg Ballet, Royal Ballet e Phoenix Dance Theatre.
Nel maggio 2022 Federico Bonelli è seguito a Nixon come direttore artistico della compagnia.
Riconosciuta come una delle maggiori compagnie di danza del Regno Unito è adesso anche molto richiesta all'estero con spettacoli in Cina, Bangkok, Milano, Barcellona e Miami.

## La nuova sede
Inaugurata il 22 gennaio 2011 con la presenza del Principe Edoardo, la nuova sede del Northern Ballet si trova nel centro di Leeds nel quartiere culturale di Quarry Hill, dove hanno sede anche la West Yorkshire Playhouse, la BBC Leeds, lo Yorkshire Dance e il Leeds College of Music.
Costata 12 milioni di sterline, la sede è stata progettata dalla Strategic Design Alliance e realizzata dalla Wates Construction.
La struttura comprende sette sale di danza, un teatro da 230 posti, una sala benessere (dotata di vasca idromassaggio e sauna) con la presenza di fisioterapisti e massaggiatori, un reparto costumi, uffici e sale per conferenze ed esposizioni.
L'edificio è una struttura a pannelli: quelli interni, integrati e non visibili, sono in legno per un maggiore isolamento termico, mentre la facciata è composta da pannelli di zinco anti-pioggia. Peculiarità della facciata è la vetrata di un'altezza pari a 20 metri: questa massimizza la luce naturale sull'ingresso e la reception e fornisce una forte connessione visiva dall'esterno sugli spazi comuni.
Le sale di danza sono tutte rivolte verso sud per beneficiare della luce naturale durante la giornata; inoltre, alcune hanno accesso diretto a terrazzi esterni. 
Sono dotate di pavimenti Harlequin Floors: questi sono formati da tre strati di legno di conifera dove lo strato intermedio serve a dare elasticità allo strato superiore, in modo tale da avere un migliore assorbimento degli urti.
La sala del teatro, di 443 metri quadrati, può essere suddivisa in due sale prova grazie alla presenza di una parete scorrevole insonorizzante. 
Aspetto caratteristico del teatro è la parete rivolta verso l'esterno: commissionata all'artista Jo Fairfax, si tratta di una vetrata di lunghezza pari alla sala e di altezza terra-cielo con stampe di ballerine tali da dare ai passanti un'illusione di movimento.

## Principali produzioni, dal 2003

### 1984
Suddiviso in due atti per una durata totale di 95 minuti, è basato sul romanzo 1984 di George Orwell.
Coreografato da Jonathan Watkins e su musiche del compositore Alex Baranowski, il balletto è caratterizzato dall'utilizzo di tecnologie digitali innovative e design video progettati da Andrezej Goulding.
La prima si è tenuta alla West Yorkshire Playhouse di Leeds nel settembre 2015 ed è stata successivamente ripresa durante lo spettacolo al Palace Theatre di Manchester grazie alla collaborazione con la BBC ed il The Space, in modo da rendere lo spettacolo accessibile ad un ampio pubblico. 
Inoltre, è andata in scena al Lyceum Theatre di Sheffield, al Theatre Royal di Nottingham, al Mayflower Theatre di Southampton e al Sadler's Wells di Londra.
Protagonisti sono stati Martha Leebolt e Tobias Batley nei ruoli di Julia e Winston Smith, con Javier Torres come O'Brien.

### Canto di Natale
A Christmas Carol è suddiviso in 3 atti per una durata, compresi gli intervalli, di 2 ore e 10 minuti. 
La trama si basa sul racconto omonimo di Charles Dickens, il più importante all'interno della serie di racconti Libri di Natale.
Il balletto è diretto da Christopher Gable e coreografato dal romano Massimo Moricone, la musica è stata creata appositamente dal compositore Carl Devis ed è stata suonata dal vivo dalla Northern Ballet Sinfonia.
La produzione è stata portata in scena per la prima volta nel 1993 ed è stata trasmessa in TV dalla BBC.
Soltanto a partire dal 2003 è stata nuovamente proposta (presso il Theatre Royal di Norwich ed il Leeds Grand Theatre) riscuotendo successo. 
Successivamente, nel 2006 (presso il Marlowe Theatre di Canterbury, il Theatre Royal di Norwich, il New Theatre di Hull, il Lyceum Theatre di Sheffield, il Theatre Royal di Bath ed il Leeds Grand Theatre), nel 2009 (presso il Milton Keynes Theatre, il Lyceum Theatre di Sheffield, il Theatre Royal di Nottingham ed il Leeds Grand Theatre).
Nel 2010 è stata presentata sul palco del Cultural Centre in Thailandia.
Nel 2013 è nuovamente andata in tournée nel Regno Unito nei teatri di Norwich (Theatre Royal), Canterbury (Marlowe Theatre), Sheffield (Lyceum Theatre), Bradford (Alhambra Theatre) e Manchester (Palace Theatre).

### Storia della Bella Addormentata
La produzione, portata in scena dalla compagnia nel 2007, è un adattamento del racconto de La bella addormentata.
Di una durata complessiva di circa 2 ore e 30 minuti, è stata diretta e coreografata da David Nixon su musiche di Pëtr Il'ič Čajkovskij, in combinazione con scenografie, luci, costumi ed effetti speciali dei designer francesi Jérôme Kaplan e Olivier Oudiou.
È stato possibile vederla presso il Leeds Grand Theatre, il Theatre Royal di Nottingham ed il New Victoria Theatre di Woking.

### La Bella e la Bestia
La produzione, suddivisa in un prologo e due atti, ha una durata di 125 minuti.
Si basa sulla celebre fiaba de La bella e la bestia, portando sul palcoscenico l'insegnamento per bambini e adulti che la vera bellezza prescinde dall'apparenza fisica.
Su coreografie e direzione di David Nixon, è stata presentata nel 2011 e ha visto nei ruoli da protagonisti Martha Leebolt e Ashley Dixon.
Sarà nuovamente in scena nella stagione 2016/2017 a Norwich (Theatre Royal), Nottingham (Theatre Royal), Newcastle (Theatre Royal), Southampton (Mayflower Theatre) e Leeds (Grand Theatre).

### Cenerentola
La produzione, suddivisa in due atti da circa 55 minuti ciascuno, si tratta della rivisitazione della fiaba popolare di Cenerentola.
Il balletto è ambientato in Russia in un tempo imprecisato in cui le persone credevano nella magia. Qui, una tradizionale giornata estiva si trasforma in tragedia poiché Cenerentola, alla morte del padre, viene rifiutata dalle sorelle e dalla matrigna. Soltanto alla fine riesce ad ottenere una rivincita dalla vita, con il suo amore che viene ricambiato dal Principe Mikhail.
Su direzione e con coreografie di David Nixon, le scenografie sono state progettate da Duncan Hayler con il supporto, per il settore delle luci, di Tim Mitchell.
È stata presentata in scena per la prima volta nel Dicembre 2013 al Leeds Grand Theatre e ha visto alternarsi nei tre diversi cast artistici Martha Leebolt, Dreda Blow e Lucia Solari per il ruolo di Cenerentola mentre il Principe Mikhail è stato interpretato da Tobias Batley, Isaac Lee-Baker e Javier Torres.
Nella stagione autunnale 2014/2015 la produzione è stata portata in tournée nel Regno Unito con spettacoli a Edinburgh (Festival Theatre), Hull (New Theatre), Cardiff (New Theatre), Norwich (Theatre Royal), Newcastle (Theatre Royal), Belfast (Grand Opera House), Manchester (Palace Theatre) e Sheffield (Lyceum Theatre).

### Cleopatra
Il balletto, suddiviso in due atti da circa 55 minuti ciascuno, porta sulla scena la figura di Cleopatra: un'icona del mondo antico e allo stesso tempo rappresentazione della donna moderna sensuale e determinata. 
Cleopatra, infatti, coraggiosa e impulsiva, riesce a ribaltare le convenzioni e a cambiare il corso della storia: il Northern Ballet è andato a rappresentare la sua ascesa al potere, le sue relazioni amorose con gli uomini più importanti dell'epoca e infine la sua caduta.
Le musiche, suonate dal vivo dalla Northern Ballet Sinfonia, sono state composte da Claude-Michel Schönberg, vincitore del Golden Globe e famoso per le musiche di Les Misérables, mentre le coreografie sono state realizzate dal direttore David Nixon.
La produzione, ottenendo grande successo fin dalla sua prima tenutasi al Leeds Grand Theatre nel 2011, nello stesso anno è stata portata in tournée a Hull (New Theatre), Sheffield (Lyceum Theatre), Cardiff (New Theatre), Milton Keynes (Theatre), Belfast (grand Opera House), Londra (Sadler's Wells), Nottingham (Theatre Royal), Woking (New Victoria Theatre), Norwich (Theatre Royal).
Nella stagione 2013/2014 è stata nuovamente rappresentata al Leeds Grand Theatre e a Sheffield (Lyceum Theatre): in queste ultime rappresentazioni il ruolo di Cleopatra è stato interpretato dalle soliste Martha Leebolt, Hannah Bateman e Michela Paolacci.

### Peter Pan
Suddivisa in due atti da circa 50 minuti, la produzione è basata sulla figura di Peter Pan creata dallo scrittore scozzese James Matthew Barrie.
Peter, alla ricerca della sua ombra assieme alla fatina Trilly, raggiunge la stanza dove i bambini Michael, John e Wendy stanno dormendo: questi, superato lo spavento iniziale, fanno amicizia con il ragazzo il quale, grazie all'aiuto della polvere magica di Trilly, insegna loro a volare e li guida verso Neverland. 
Qui vivono numerose e magiche avventure assieme ai bambini sperduti incontrando Capitan Uncino con i pirati, il coccodrillo e le sirene, per poi fare rientro nella tanto amata Londra.
Su coreografia del direttore David Nixon, luci e scenografie di Peter Mumford e musiche del compositore Stephen Warbeck (vincitore del premio Oscar) suonate dal vivo dalla Northern Ballet Sinfonia, Peter Pan è considerata una tra le più spettacolari produzioni della compagnia.
Nella stagione 2004/2005 è stata portata in scena a Leeds (Grand Theatre), Edinburgh (Festival Theatre), Londra (Sadler's Wells), Thailandia (Cultural Centre), Bradford (Alhambra Theatre).
Nella stagione 2009/2010 a Leeds (Grand Theatre), Woking (New Victoria Theatre), Nottingham (Theatre Royal), Milton Keynes (Theatre), Norwich (Theatre Royal), Hong Kong (Grand Theatre), Macau (Cultural Centre).
Nella stagione 2014/2015 è stata rappresentata per il periodo delle festività natalizie presso il Grand Theatre di Leeds.
Ha visto alternarsi nel ruolo di Wendy le danzatrici Antoinette Brooks-Daw, Rachael Gillespie e Isadora Valero Meza mentre nel ruolo di Peter i ballerini Jeremy Curnier, Matthew Koon e Mlindi Kulashe. 
Queste recite hanno visto anche in scena, integrati al corpo di ballo, gli studenti del Graduate Professional Programme dell'accademia.

### Il grande Gatsby
Il grande Gatsby, titolo originale The Great Gatsby, ha una durata approssimativa di 140 minuti ed è tratto dal romanzo omonimo dello scrittore statunitense Francis Scott Fitzgerald.
Con coreografie del direttore David Nixon, lo stile dell'epoca rappresentata viene portato in scena tramite design scenico, curato da Jérôme Kaplan, e luci, gestite da Tim Mitchell. La musica, sempre dal vivo, è stata suonata dalla Northern Ballet Sinfonia.
La produzione è stata presentata durante la stagione primaverile 2013/2014. La prima si è tenuta presso il Grand Theatre di Leeds per poi partire per una tournée nel Regno Unito: è stata danzata a Sheffield (Lyceum Theatre), Edinburgh (Festival Theatre),  Hull (New Theatre), Belfast (Grand Opera House), Milton Keynes (Theatre), Cardiff (New Theatre), Norwich (Theatre Royal), Londra (Sadler's Wells).
Nella stagione 2014/2015 è stata portata nuovamente in tournée nelle città di Woking (New Victoria Theatre), Nottingham (Theatre Royal), Canterbury (Marlowe Theatre), Bradford (Alhambra Theatre) Londra (Sadler's Wells), Norwich (Theatre Royal).
Nella stagione 2015/2016 è andata in scena durante la tournée in Cina a Shanghai (Grand Theatre) e Beijing (National Centre for the Performing Arts).
Nelle rappresentazioni più recenti il ruolo di Jay Gatsby è stato interpretato dai danzatori Tobias Batley, Javier Torres e Giuliano Contadini mentre il ruolo di Daisy Buchanan è stato danzato alternativamente da Martha Leebolt, Dreda Blow e Antoinette Brooks-Daw.

## Maestri, stagione 2015/2016
- Daniel de Andrade

- Yoko Ichino

## Ballerini, stagione 2015/2016

### Primi ballerini
- Tobias Batley
- Javier Torres

- Martha Leebolt

- Pippa Moore

### Figuranti
- Hironao Takahashi

### Solisti principali
- Hannah Bateman

- Dreda Blow

- Ashley Dixon

### Primi solisti
- Antoinette Brooks-Daw

- Giuliano Contadini

- Lucia Solari

### Solisti
- Jessica Morgan

- Victoria Sibson

### Solisti junior
- Jeremy Curnier
- Isaac Lee-Baker

- Nicola Gervasi

- Rachael Gillespie

### Coryphées
- Matthew Koon
- Abigail Prudames

- Sebastian Loe
- Joseph Taylor

- Kevin Poeung

### Corpo di ballo
- Filippo di Vilio
- Miki Akuta
- Isabelle Clough
- Mlindi Kulashe
- Kaylee Marko
- Ayami Miyata
- Alexander Yap

- Jenny Hackwell
- Sean Bates
- Kiara Flavin
- Riku Ito
- Dominique Larose
- Mariana Rodrigues
- Matthew Topliss

- Alice Bayston
- Luke Francis
- Natalia Kerner
- Gavin McCaig
- Teresa Saavedra Bordes
- Archie Sullivan

### Apprendisti
- Paris Fitzpatrick
- Harriet Marden

- Diogo Barbosa
- Grace Robinson

- Genevieve Heron